# Llorenç Milans del Bosch i Mauri
Llorenç Milans del Bosch i Mauri (Arenys de Munt, 4 de setembre de 1811 - Madrid, 20 de gener de 1878) fou un militar i polític català, fill del també militar Francesc Milans del Bosch i Arquer. Va participar en la Primera Guerra Carlina en el bàndol cristí. Amic íntim i personal de Joan Prim i Prats, va participar en els moviments que van provocar la caiguda de Baldomero Espartero el 1843 de la Regència. En 1844 fou escollit diputat al Congrés.
El 1861 participa amb Prim en l'expedició anglo-franco-espanyola a Mèxic, negociant amb el president Benito Juárez el final de la intervenció europea que donava suport Maximilià I de Mèxic. El 1862 fou comissionat per a entrevistar-se amb Juárez a Veracruz. Al costat de Prim i la flota anglesa, va ser partidari del retorn a Espanya i no mantenir una guerra en terres llunyanes pel control del país, ja que considerava que tenia escasses possibilitats d'èxits. Participa en el fracassat alçament de Villarejo, però no fou ajusticiat, de manera que va poder donar suport a la Revolució de 1868. En el Sexenni Democràtic va ser capità general de Castella, retirant-se de l'activitat militar durant la restauració borbònica. El febrer de 1869, és elegit membre del congrés per la província de Huelva, i publica un llibre sobre organització de l'exèrcit. Retirat, publicà alguns llibres sobre caça. La ciutat de Reus li va dedicar un carrer. Va ser fill de Francesc Milans del Bosch i Arquer, oncle de Joaquim Milans del Bosch i Carrió, oncle avi de Jaime Milans del Bosch y Núñez del Pino i besoncle de Jaime Milans del Bosch y Ussía.